# Borbotana ekeikei
Borbotana ekeikei är en fjärilsart som beskrevs av George Thomas Bethune-Baker 1906. Borbotana ekeikei ingår i släktet Borbotana och familjen nattflyn. Inga underarter finns listade i Catalogue of Life.